# Distretto affaristico centrale di Sydney

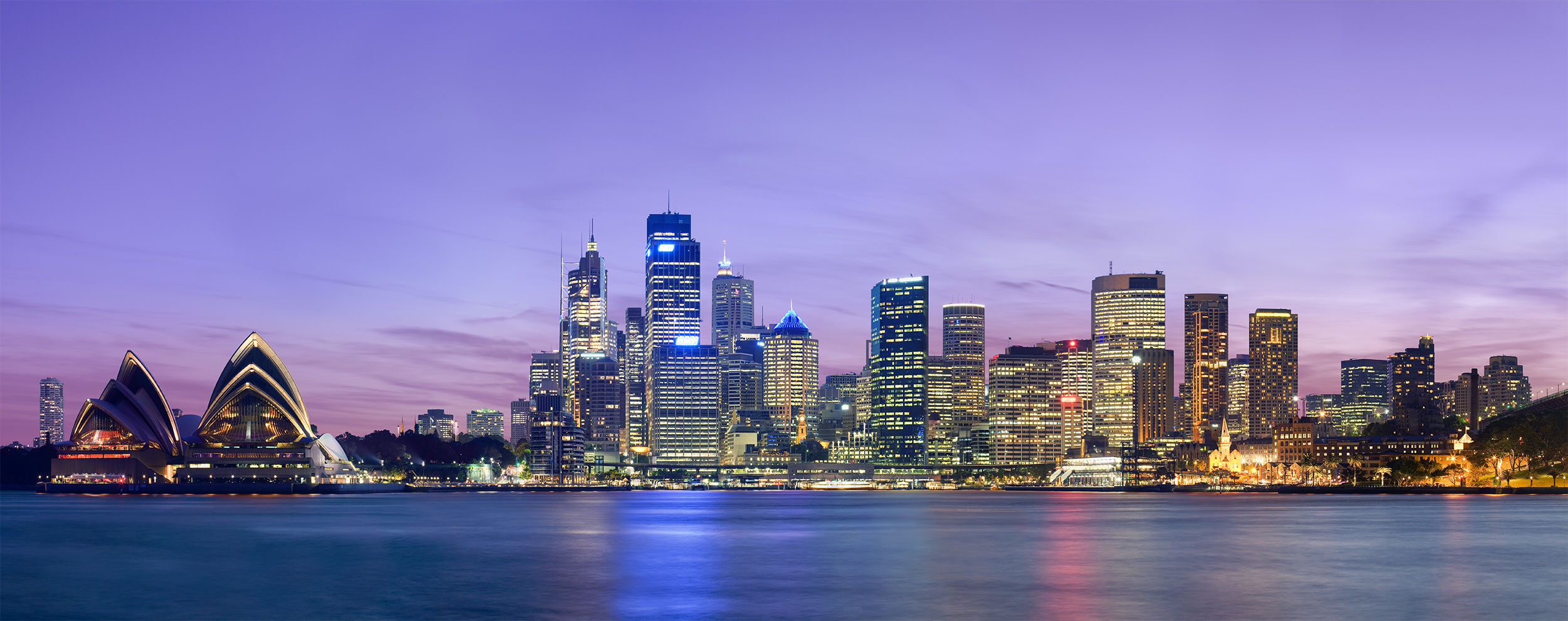
Il distretto visto da North Shore

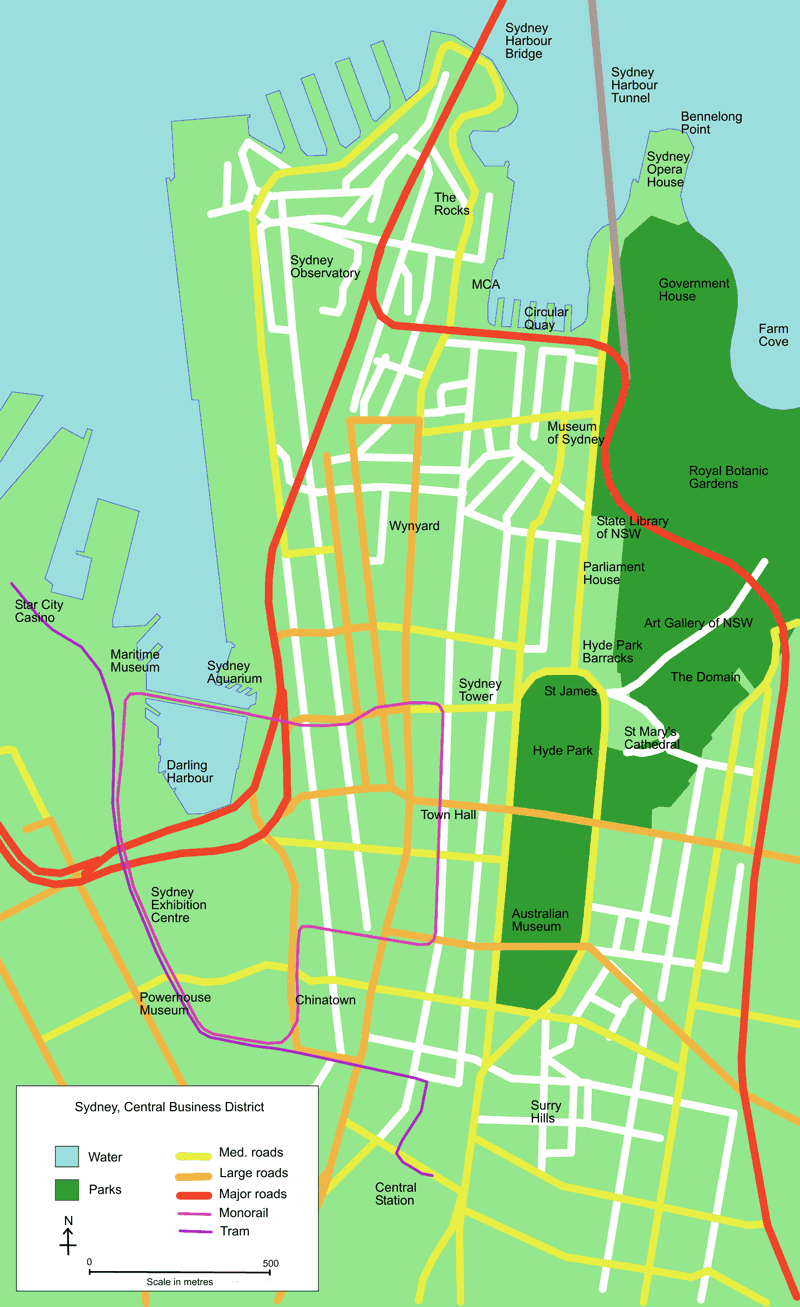
Carta del CBD

Il distretto degli affari centrale di Sydney o distretto degli affari di Sydney (in inglese: Sydney Central Business District, a cui i cittadini si riferiscono con la sigla CBD) è il principale quartiere degli affari della città australiana di Sydney.
Popolazione: 14 308 (2011)

## Caratteristiche
Si estende per 3 km a sud dalla Sydney Cove, il punto in cui vi fu il primo insediamento europeo.
Il suo asse nord-sud scorre dalla stazione ferroviaria di Wynyard e dal Circular Quay a nord alla Stazione ferroviaria centrale a sud. L'asse est-ovest passa da una catena di parchi che include l'Hyde Park, il The Domain, il Wynyard Park, i Royal Botanic Gardens e la Farm Cove sul Porto di Sydney a est, fino al porto di Darling, il Western Distributor, la Sydney Tower e la Pit Street Mall (cuore della vendita al dettaglio della città) a ovest.
Il sobborgo è fornito di una rete ferroviaria, nonché da tram, metrò e bus (fra cui il bus nightride che circola dalle ore 24 alle 5 del mattino)
La CBD è inoltre sede di molte aziende australiane: Westpac, Commonwealth Bank of Australia, Citibank, Deutsche Bank, Macquarie Bank, AXA, Allianz, Bloomsbury Publishing, AMP Limited.

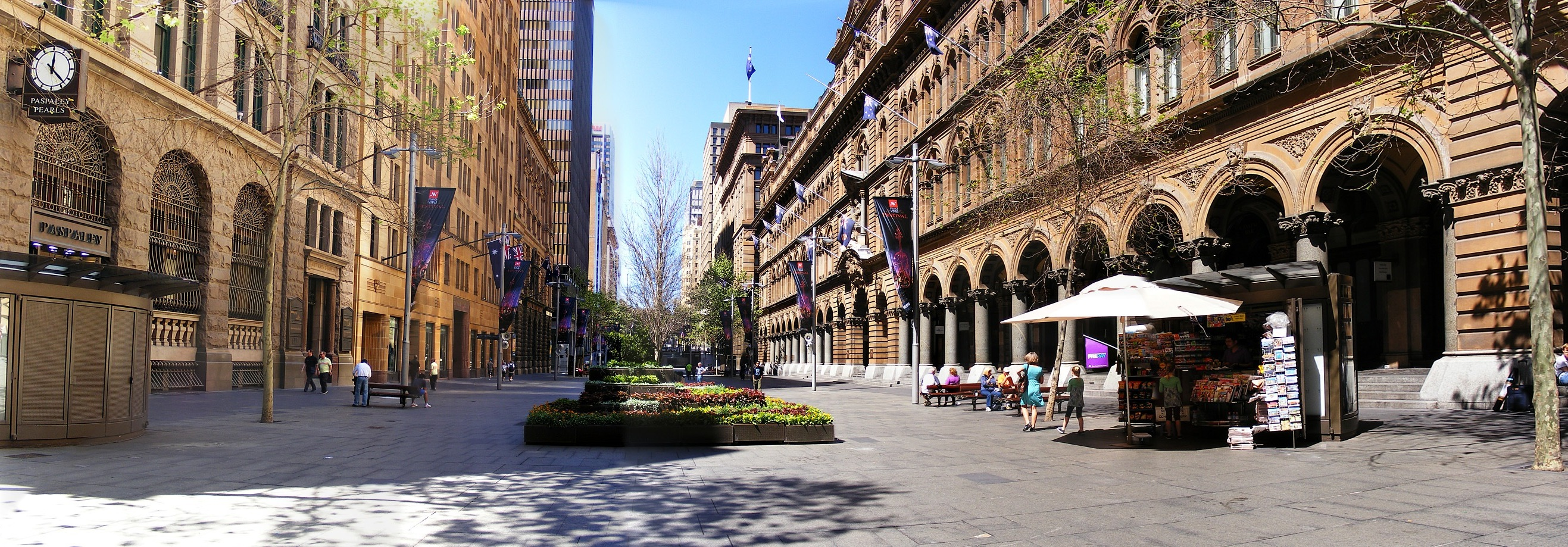
Martin Place

## Galleria d'immagini

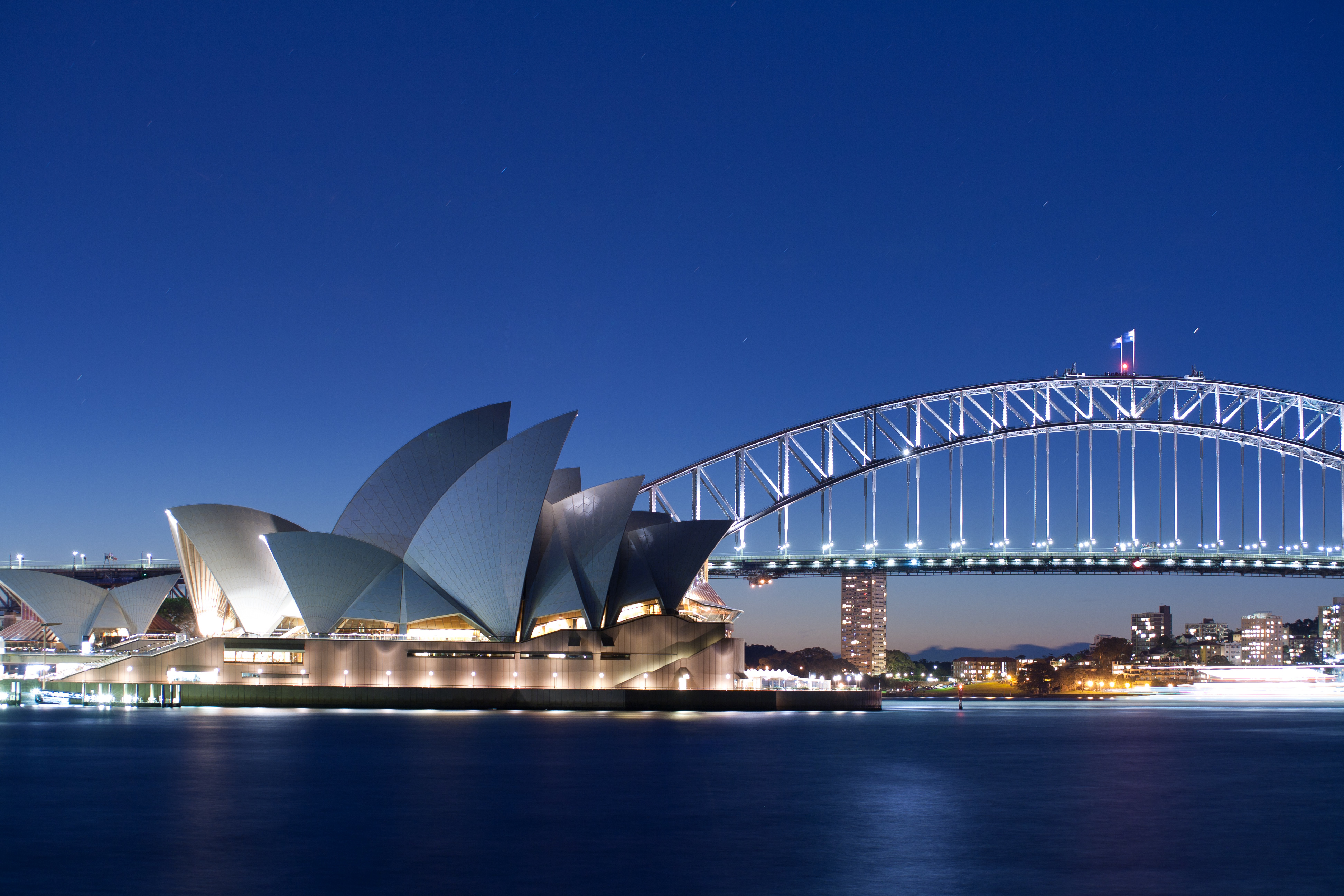
Sydney Opera House e Harbour Bridge
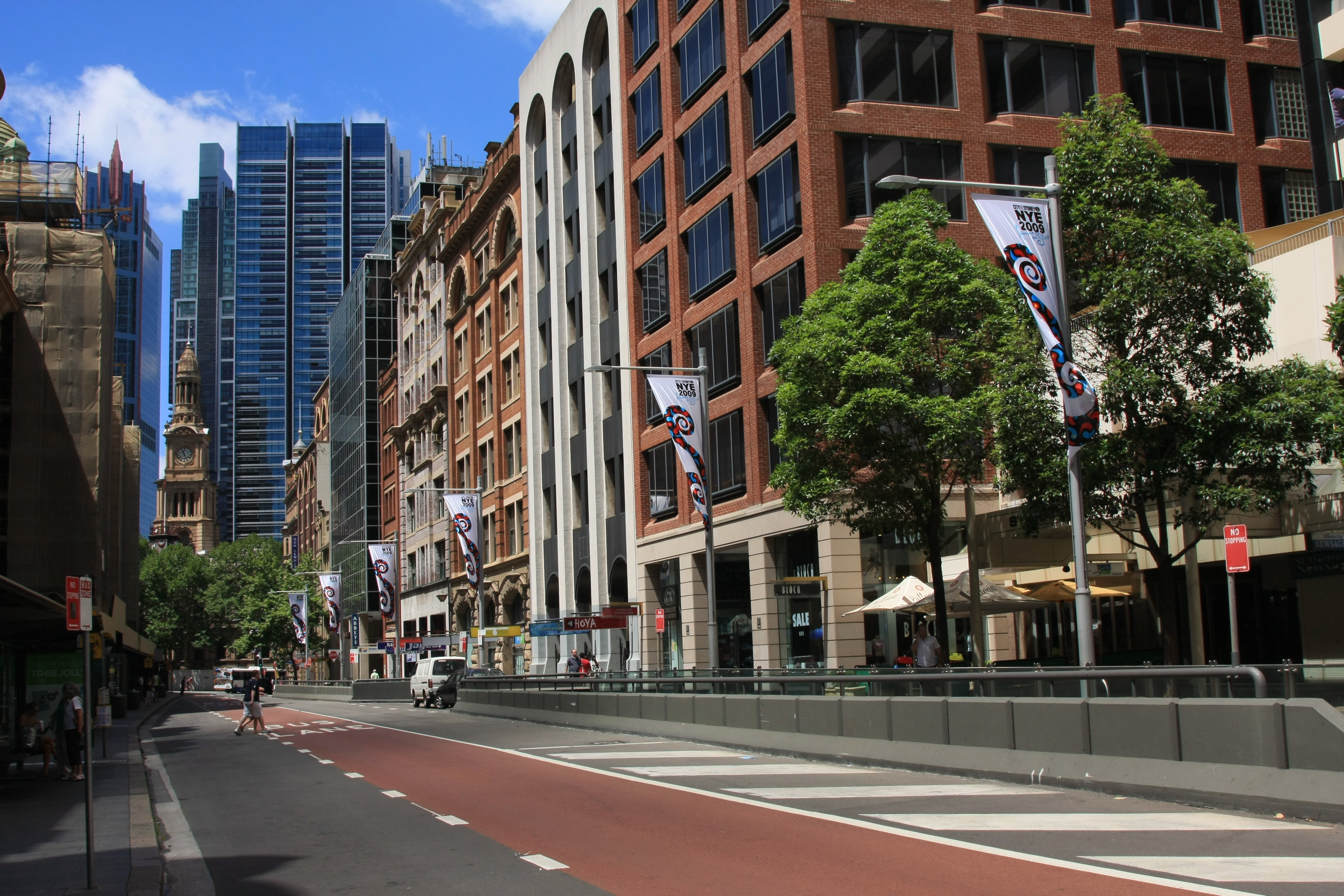
York Street
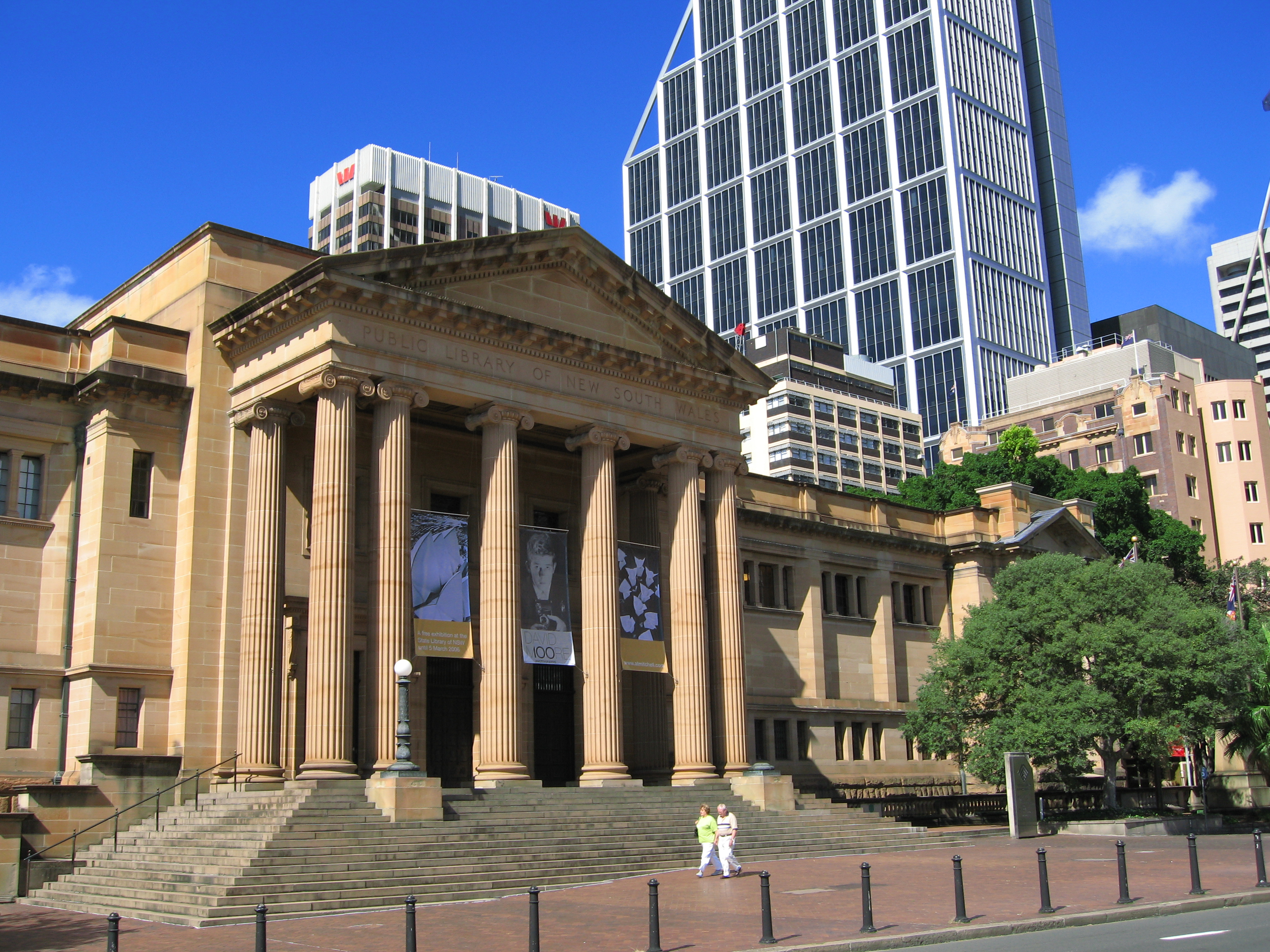
State Library of New South Wales
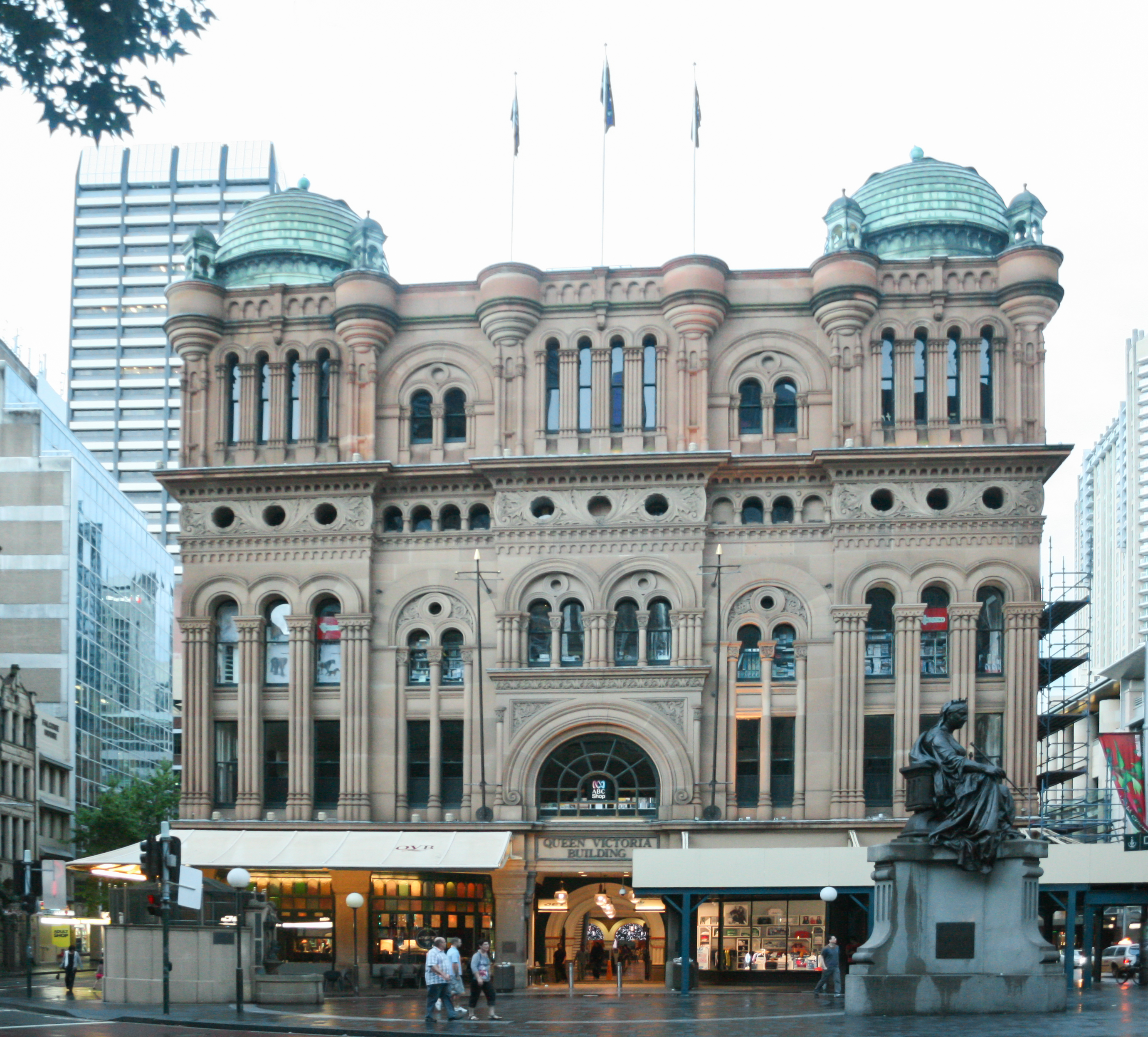
Queen Victoria Building
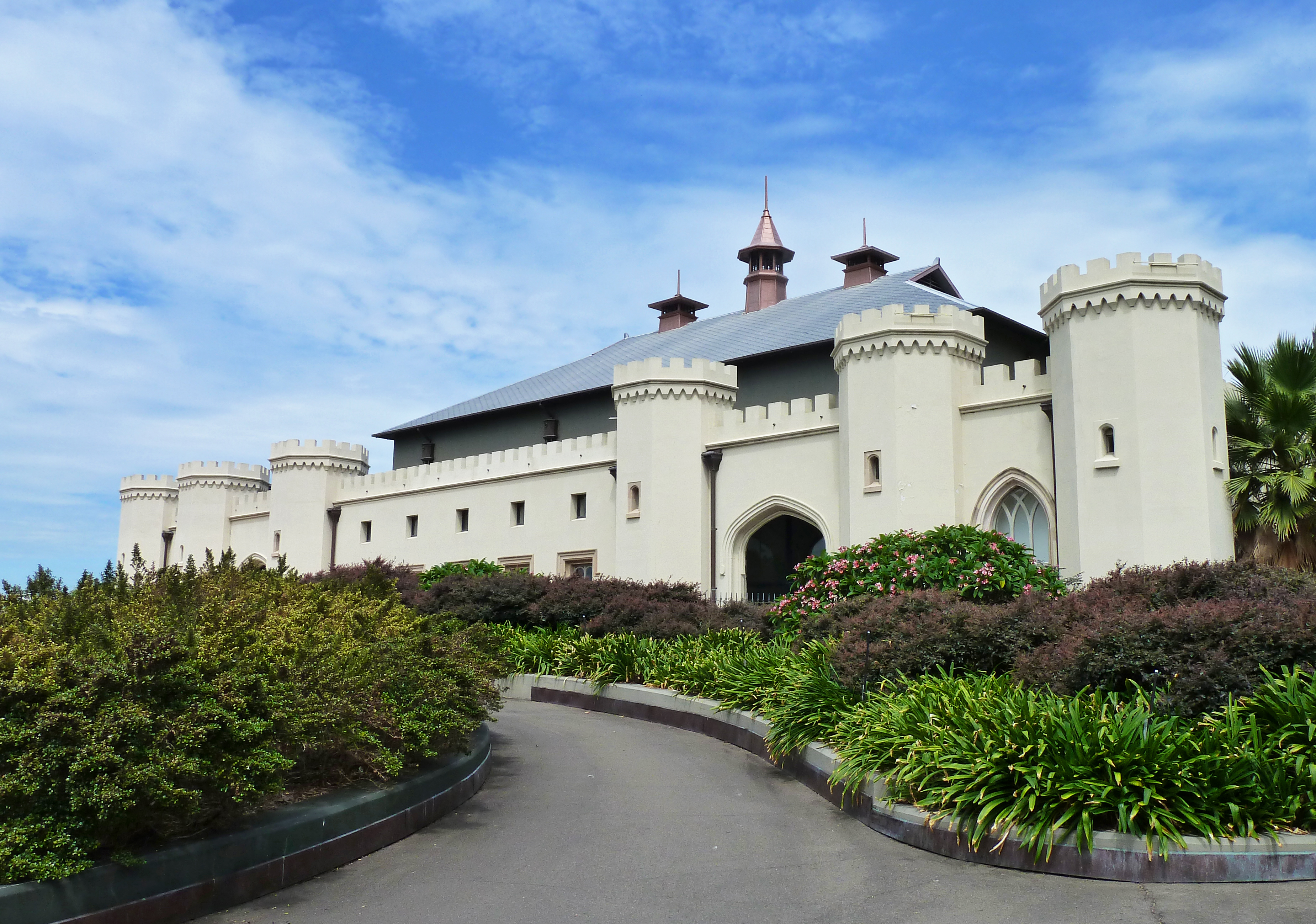
Conservatorio di Sydney
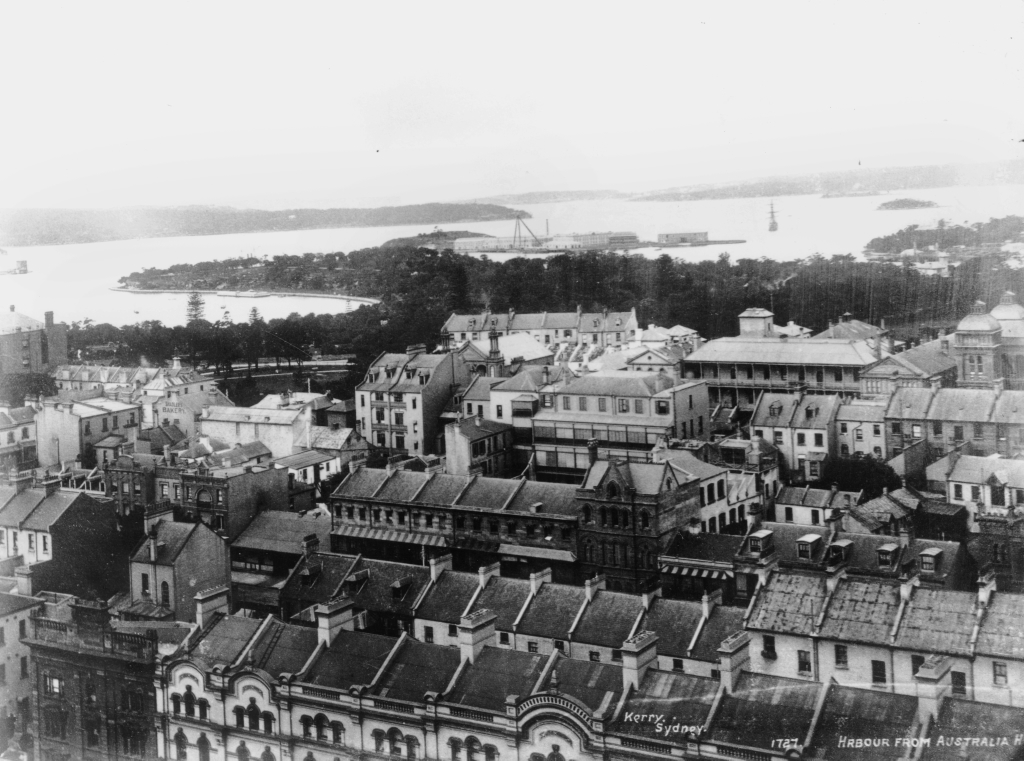
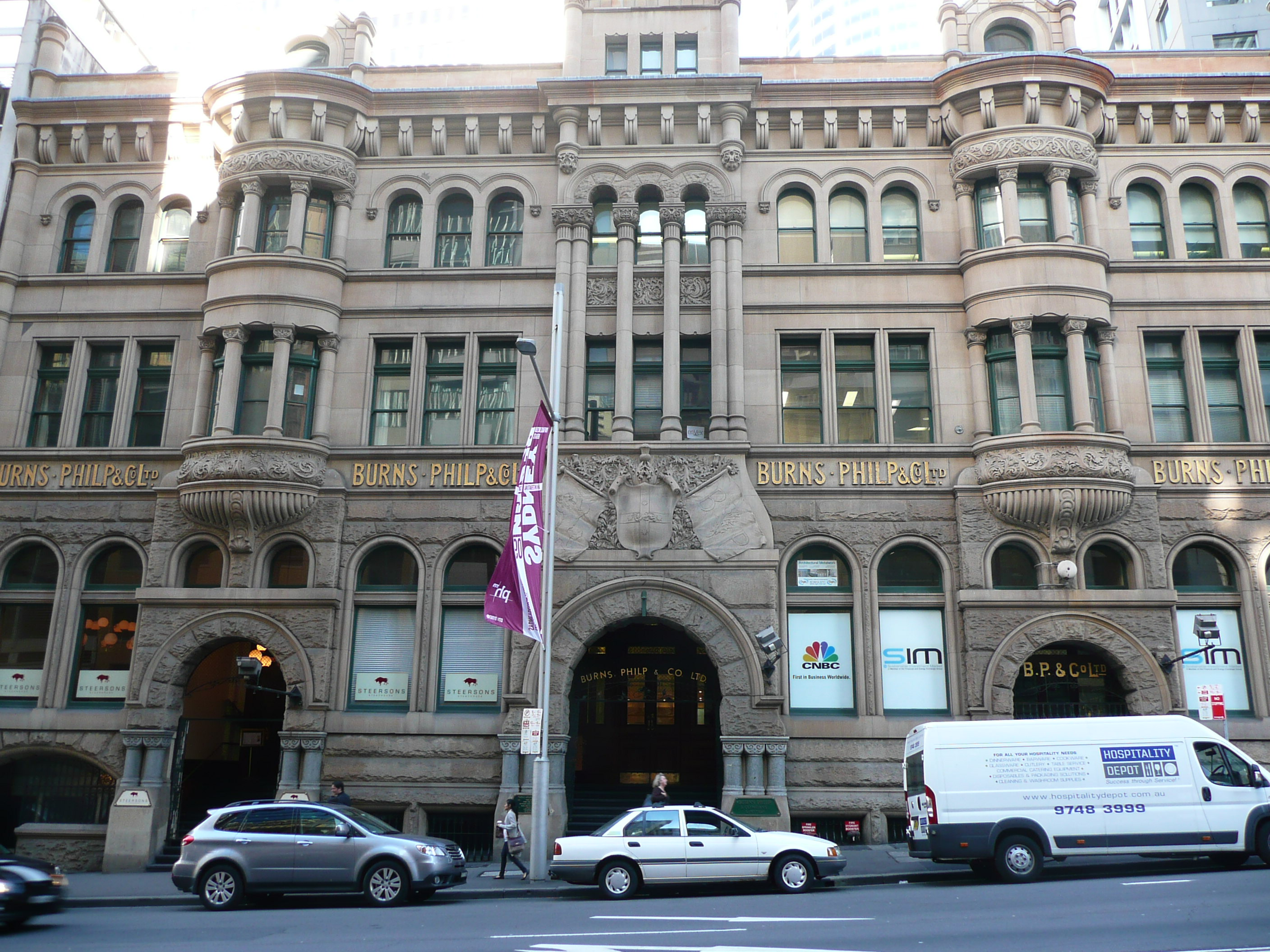
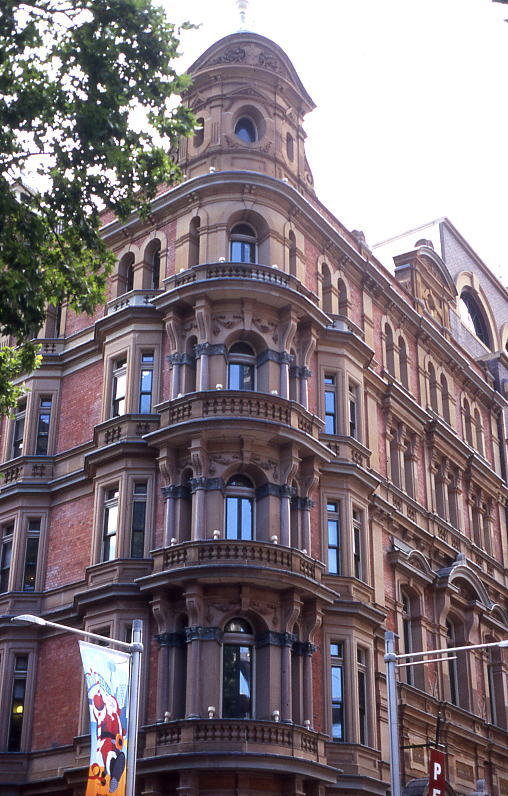
Palazzi del XIX secolo a York Street
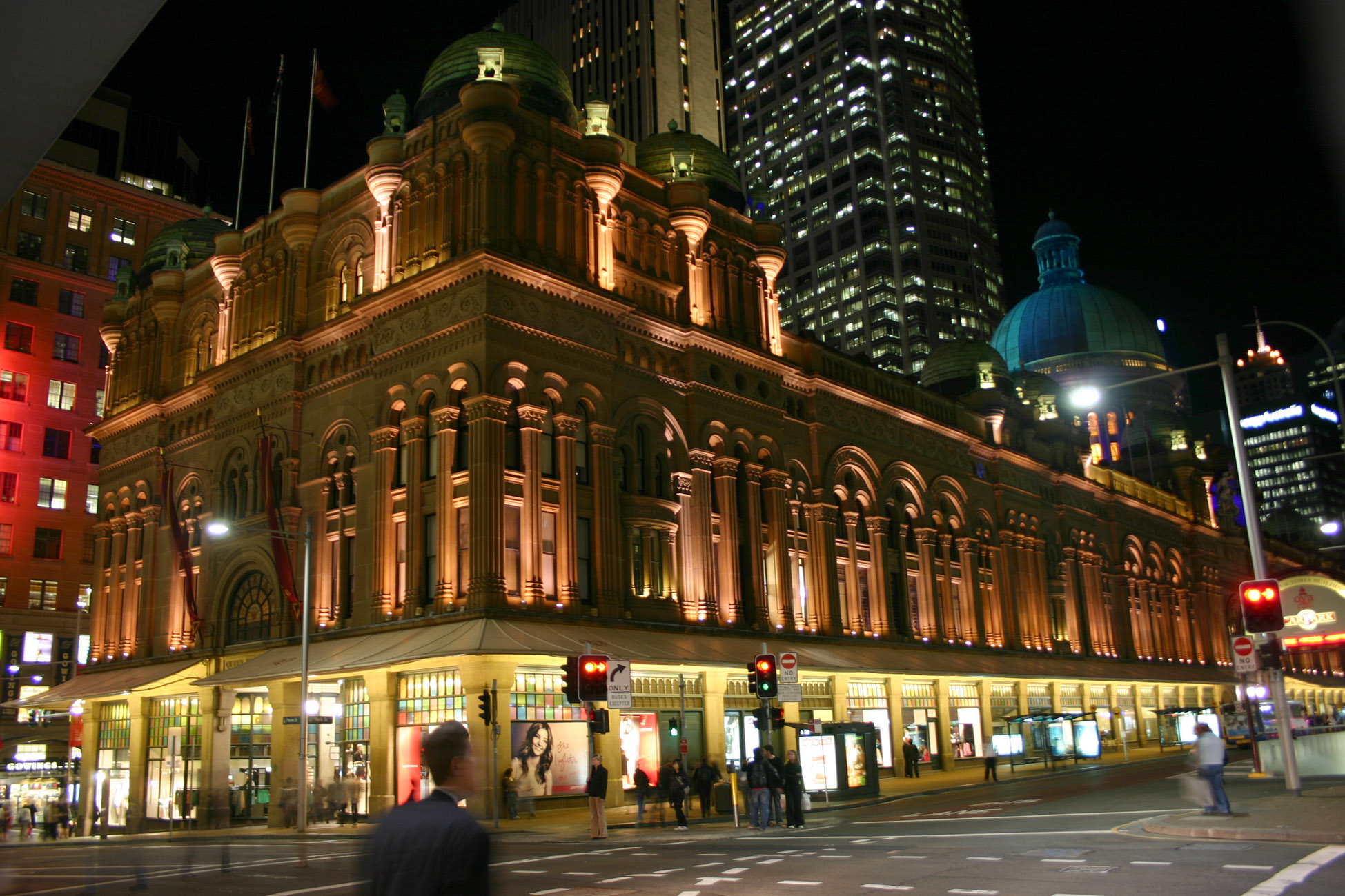
Il QVB di notte